# Municipio de Marion (condado de Clinton)
El municipio de Marion (en inglés: Marion Township) es un municipio ubicado en el condado de Clinton en el estado estadounidense de Ohio. En el año 2010 tenía una población de 5394 habitantes y una densidad poblacional de 81,78 personas por km².

## Geografía
El municipio de Marion se encuentra ubicado en las coordenadas 39°18′9″N 83°57′38″O / 39.30250, -83.96056. Según la Oficina del Censo de los Estados Unidos, el municipio tiene una superficie total de 65.96 km², de la cual 65.45 km² corresponden a tierra firme y (0.77%) 0.51 km² es agua.

## Demografía
Según el censo de 2010, había 5394 personas residiendo en el municipio de Marion. La densidad de población era de 81,78 hab./km². De los 5394 habitantes, el municipio de Marion estaba compuesto por el 97.76% blancos, el 0.44% eran afroamericanos, el 0.22% eran amerindios, el 0.22% eran asiáticos, el 0.04% eran isleños del Pacífico, el 0.2% eran de otras razas y el 1.11% pertenecían a dos o más razas. Del total de la población el 0.57% eran hispanos o latinos de cualquier raza.